# Hjelmsøya
Hjelmsøya er en ø i Måsøy kommune i Troms og Finnmark fylke i Norge. Hjelmsøya ligger nord for Havøya og Havøysund. Den har et areal på 38,31 km². Højeste punkt er Geitingsryggen der er 374 moh.
Hjelmsøya og fiskeværet Sandvikvær blev fraflyttet i slutningen af 1960'erne, og er i dag ubeboet. Der er ingen trafikforbindelser til Hjelmsøya.
Længst mod nord på Hjelmsøya ligger det 219 meter høje fuglefjeld Hjelmsøystauren, som er en af Norges vigtigste ynglekolonier for lomvie. Hjelmsøystauren er et af to områder på Hjelmsøya som er beskyttet som naturreservat. Det andet er Sandfjorden, lidt længere mod syd på øen.
Nord for Hjelmsøya ligger fiskebanken Hjelmsøyflaket.